# Risoba calaina
Risoba calaina är en fjärilsart som beskrevs av Hans Zerny 1916. Risoba calaina ingår i släktet Risoba och familjen trågspinnare. Inga underarter finns listade.